# هنادی شچکوتین
هنادی شچکوتین (اوکراینی: Геннадій Анатолійович Щекотилін؛ زادهٔ ۲۸ ژوئیهٔ ۱۹۷۴) بازیکن فوتبال اهل اوکراین است.
از باشگاه‌هایی که در آن بازی کرده‌است می‌توان به باشگاه فوتبال اوورلا اوژهورود و باشگاه فوتبال چورنومورتس اودسا اشاره کرد.
وی همچنین در تیم ملی فوتبال Ukraine (students) بازی کرده‌است.